# دوري كرة القدم الغربي 1981–82
دوري كرة القدم الغربي 1981–82 (بالإنجليزية: 1981–82 Western Football League)‏ هو موسم من دوري كرة القدم الغربي ‏. فاز فيه Bideford A.F.C. ‏.